# Veladre
El veladre o veratre (Veratrum album) és una planta herbàcia i rizomatosa molt tòxica de la família de les liliàcies.

## Nomenclatura
Veratrum album prové del llatí "veratrum"= el·lèbor i "album" = blanc. Altres noms en català són els cultes veratre i el·lèbor blanc, i els populars, viladre, ballestera, peu de llop i herba vomitòria.
No confondre fonèticament amb el baladre (Nerium oleander), planta distingible perfectament, també tòxica i potencialment mortal però que creix solament en cotes no alpines.

## Ecologia
El Veladre és natural en zones muntanyoses de tot el continent Europeu. És present en països septentrionals com: Finlàndia i Noruega; centrals com: Àustria, Suïssa i Alemanya; i del sud com: França i Espanya. Principalment es troba en els Alps i els Pirineus. També la podem trobar a l'Àsia temperada, tant en països de l'oest com Turquia, com de l'est, Xina.
En el Principat la podem localitzar sobretot en els dominis dels Pirineus i en els territoris olositànic i catalanític.
El seu hàbitat es troba en zones muntanyoses, prop de rierols, en herbassars higròfils o prats humits de l'estatge subalpí i muntà (entre 700 i 2400 m d'altura).
La seva floració és típica en els mesos més càlids, entre Juliol i Agost.

## Descripció

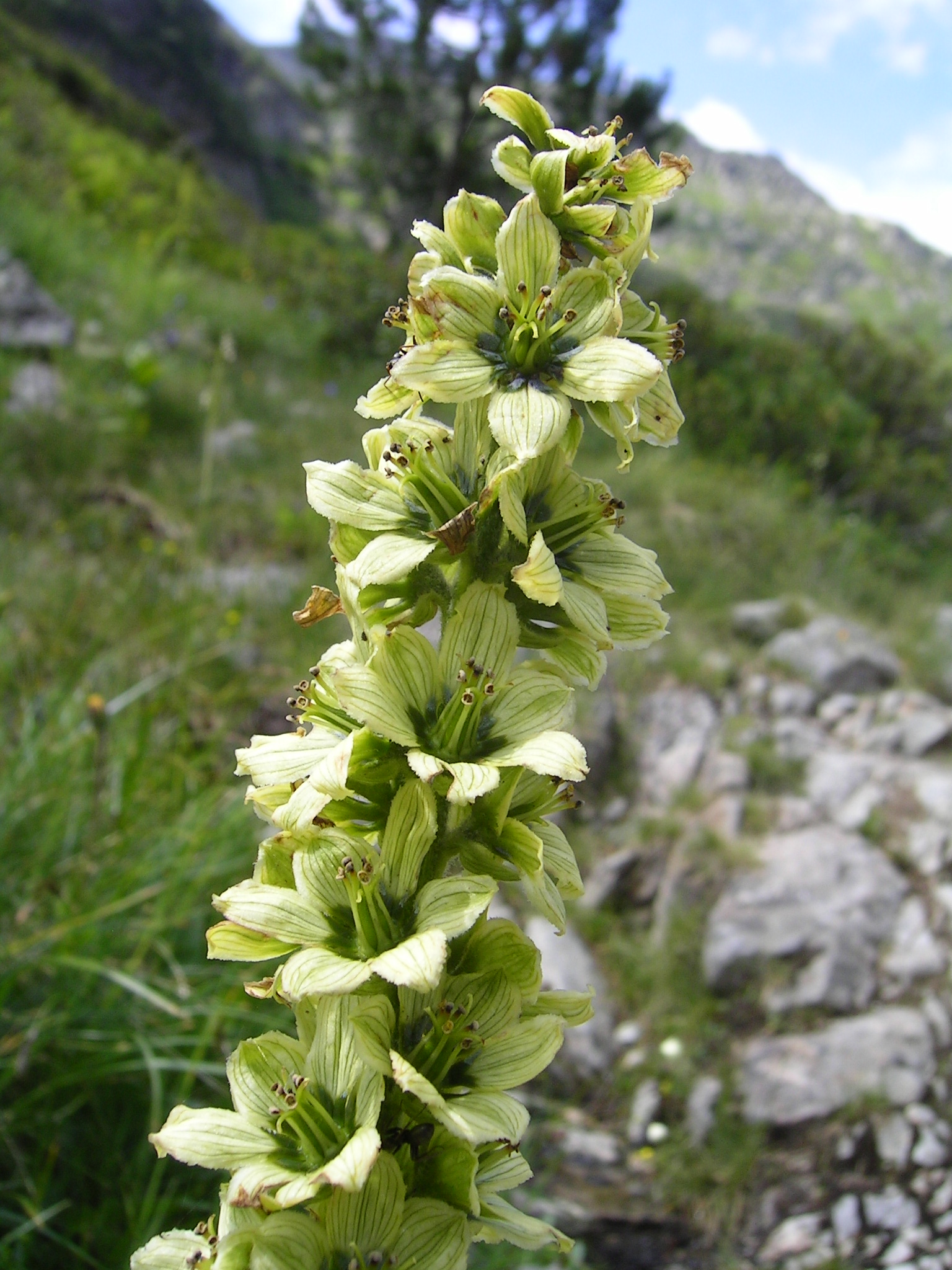
Flors

- Herba rizomatosa, amb tija subterrània en forma d'arrel que creix horitzontalment. És molt robusta i mesura entre 0.5 i 1.5m d'alçada.[2]
- Les seves tiges són erectes i pubescents a la part superior. Té fulles grans, senceres, molt amples i de forma oval, amb una marcada enervació. Aquestes són d'uns 10-25 cm aproximadament i estan plegades al llarg dels nervis, paralelinervies, amb beina amplexicaule, és a dir, que la base de les fulles o pecíol abraça al tall. Hi ha una manca d'estípules i es disposen de manera alterna al llarg de la tija, o bé en una roseta. L'apèndix, generalment, foliacis creixen a dreta i a esquerra del punt d'inserció d'una fulla.
- Les flors, són blanquinoses per dins i verdes per fora, o bé, uniformement verdoses o groguenques. Són hermafrodites i se solen disposar en inflorescències terminals.
- El seu periant, que és el conjunt de peces estèrils que envolten els elements fèrtils de la flor, està constituït per sis tèpals blancs – verdosos i és actinomorfa, és a dir, té simetria radial.
- L'androceu presenta sis estams, a vegades més o menys soldats pels seus filaments, amb anteres cordades o reniformes, extrorses, dirigides cap a l'exterior de la flor, i polens monosolcats.
- El gineceu és súper, és a dir, no està soldat al tàlem floral, de manera que resta per sobre dels altres verticils, i l'integren tres carpels soldats en un ovari trilocular amb un o dos primordis seminals per cavitat, anàntrops o ortòtropsi tres estils.
- El fruit és una càpsula ventricida amb llavors aplanades, i a vegades, més o menys alades.

## Farmacologia

### Composició química
La part utilitzada en farmacologia d'aquesta planta és el rizoma, les arrels. La seva composició química conté alcaloides (1-1,5%), d'estructura esteròidica complexa: Grup yer-veratrum: yervina (50% dels alcaloides totals), veratramina i els seus glucòsids (pseudoyervina, veratrosina). Grup ce-veratrum: Protoveratrines A i B.

### Usos medicinals

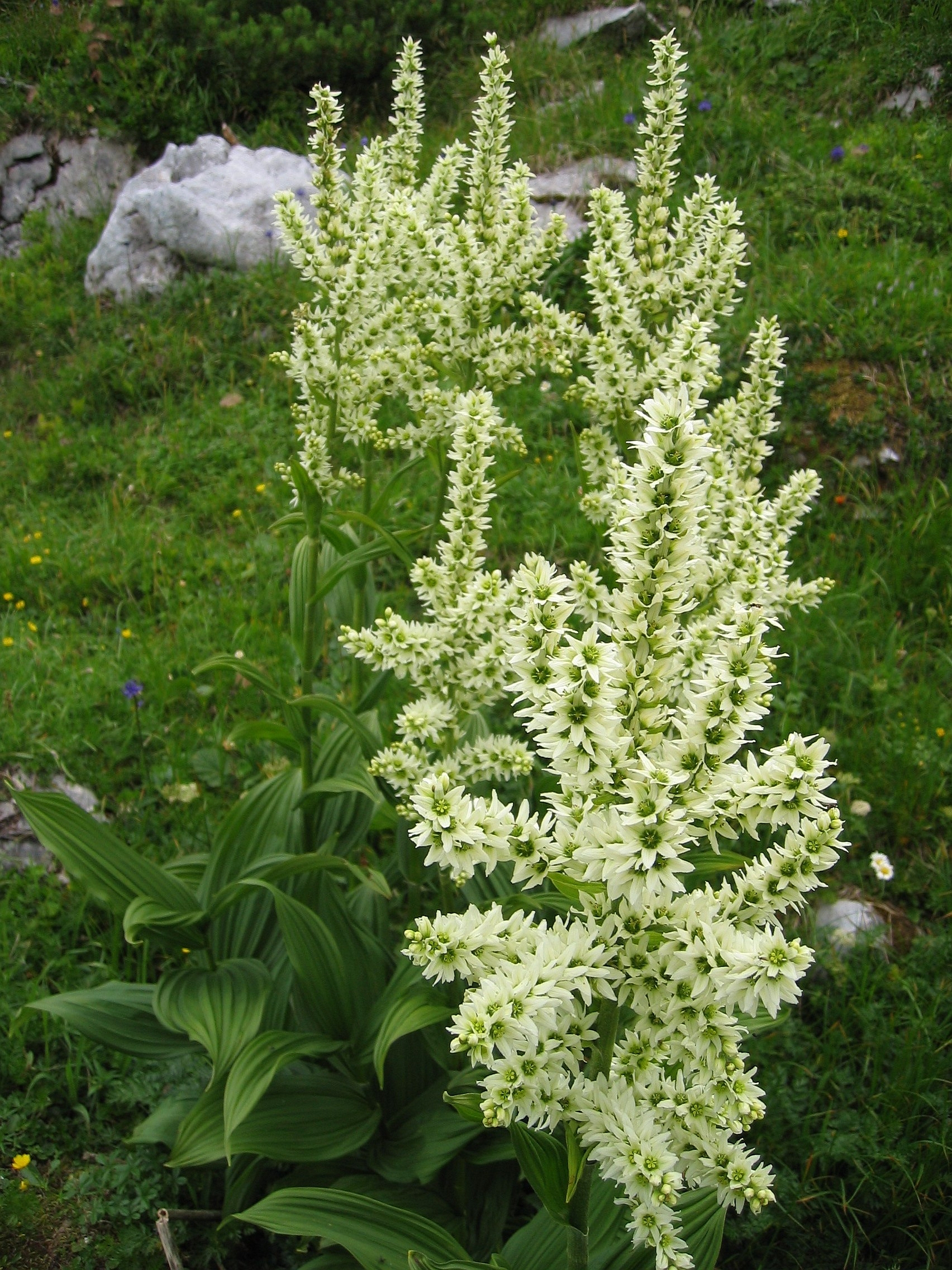
Flors

Aquesta planta, a causa de les seves característiques hipotensores i tranquil·litzants, s'ha utilitzat mèdicament per baixar la pressió sanguínia i disminuir el ritme cardíac de certs pacients. Externament, s'ha utilitzat en el tractament contra la sarna i el reumatisme, per eliminar els polls, i a causa de les propietats anestesiants que se li ha atribuït, en alguns casos també s'ha emprat en el tractament de dolors al cap. La seva funció anestèsica es produeix si s'aplica sobre la pell els seus alcaloides, ja que donen una dolorosa sensació de calor, que acaba per insensibilitzar la zona. Són especialment sensibles les mucoses de tot el cos.
També exerceix una funció ansiolítica, és a dir, que produeixen un augment de l'apatia, pel que produeixen una relaxació o sensació de calma.
En veterinària, també s'ha utilitzat per eliminar paràsits intestinals i en problemes d'estómac.
Veratrum Album també s'usa en el tractament del còlera. Presa en dosis elevades, la seva arrel molt verinosa provoca la deshidratació greu, inhibint els símptomes del còlera.

### Activitat farmacològica
Les seves accions farmacològiques més característiques són l'ansiolítica i la hipotensora. També és un parasiticida en ús tòpic.

### Toxicitat
El Veladre és altament tòxic en dosis superiors o iguals a 2g de planta o 20 mg de veratrina, en adults. A causa d'aquest escàs marge terapèutic no n'és recomanable el seu ús corrent, ja que la dosis medicamentosa és molt pròxima a la tòxica, fet que dificulta tant la utilització de la planta com la dels seus alcaloids. Per aquest motiu no es recomana el seu ús ni en preparats casolans ni durant l'embaràs. La confusió amb la Gentiana lutea ha causat nombrosos accidents mortals.
La intoxicació per Veratrum album produeix una acció vesicant, provoca butllofes sobre les mucoses digestives, amb sensació de cremor, sialorrea, marejos, vòmits, hipotèrmia, suors freds, diarrea i depressió dels centres nerviosos cardíacs i respiratoris, fet que pot ocasionar la mort.
La simptomatologia causada simplement en esnifar la planta és una irritació violenta de la mucosa nasal, molts cops amb sangrat. Si es llepa el seu rizoma, de gust agre, provocarà un fort pessigolleig, precedit de la insensibilització de la llengua. La seva ingestió porta a una salivació abundant, un fort dolor d'estómac per irritació de les mucoses gàstriques, marejos, diarrees, arcades, hipotèrmia, disminució de la pressió sanguínia i parada respiratòria. En el seu ús extern, sent un potent vesicant, produeix una irritació forta a la pell, amb aparició d'ampolles. El seu contacte amb els ulls produeix irritació i llagrimeig.
El tractament a dur a terme davant d'un cas d'intoxicació és realitzar un buidat d'estómac, aplicar respiració artificial i estimulants respiratoris.

## Observacions

### Història
Tradicionalment se la coneix com la "planta dels ballesters", ja que antigament s'utilitzava per embenar les fletxes. També se solien mullar les dagues amb el seu suc i s'emmetzinaven les fletxes.
Més endavant l'el·lèbor, en petites dosis, va ser utilitzat pels metges com a medicament.

### Cultiu
Necessita un sòl profund i fèrtil, amb retenció d'humitat. Creix en sols rics en humus. Prefereix zones semi-opaques, tot i que mentre que el sol no absorbeixi la humitat del terra, també la podem trobar en solanes. Creix millor en un lloc fresc bosc o un jardí davant de la frontera nord. Les plantes són de llarga vida i poden quedar-se en la mateixa posició durant anys.

## Galeria d'imatges

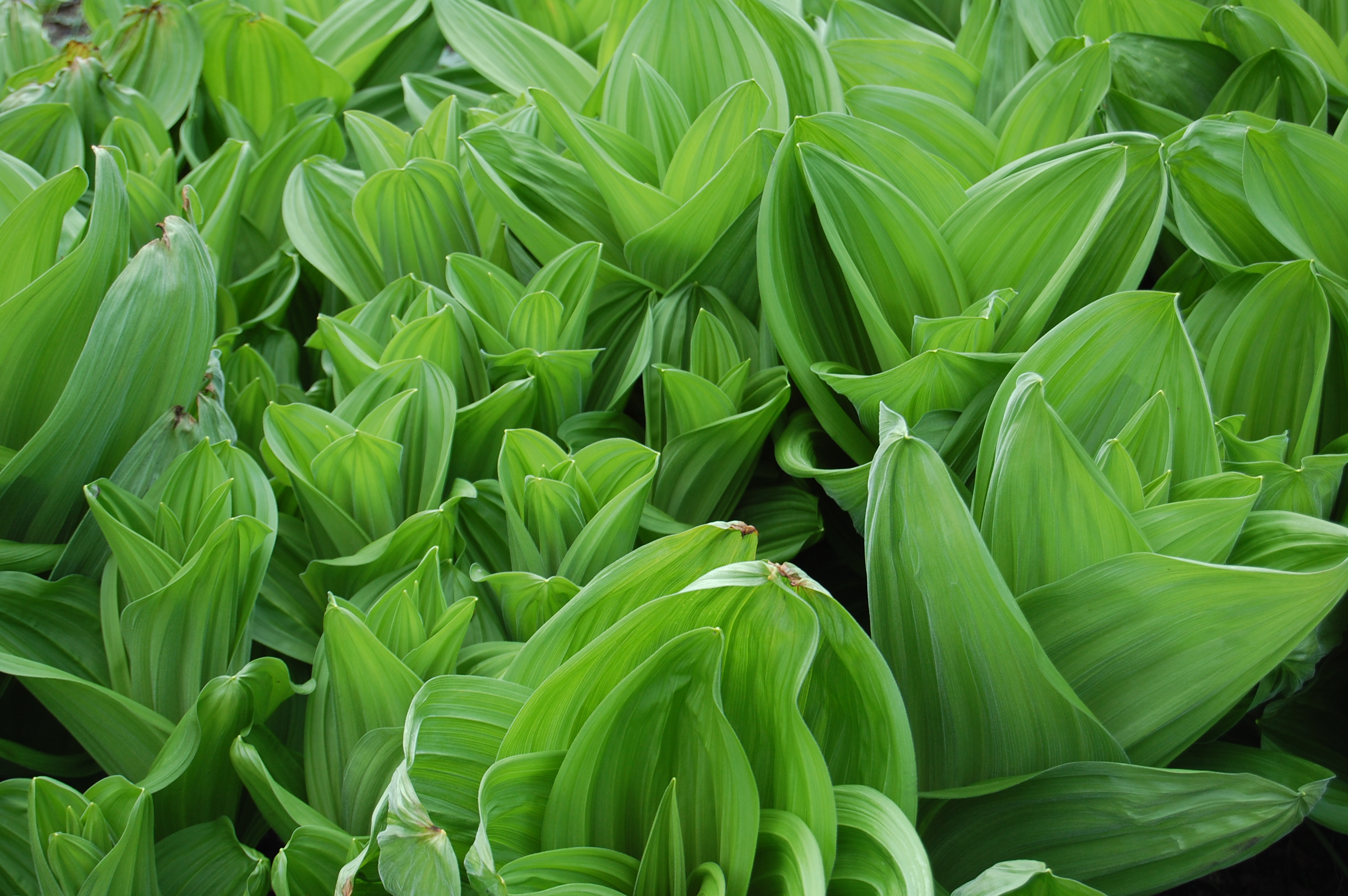
Fulles
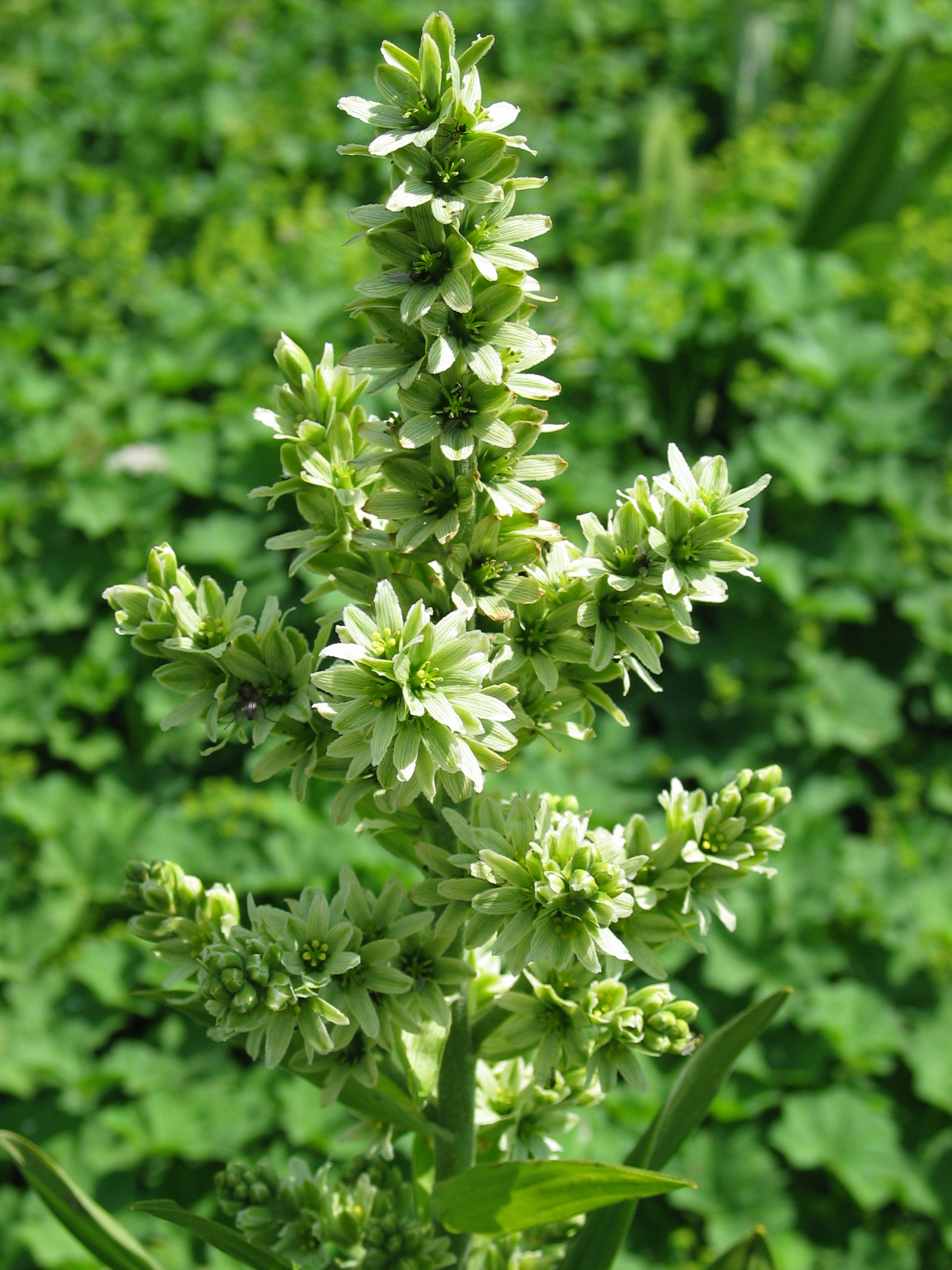
Flors
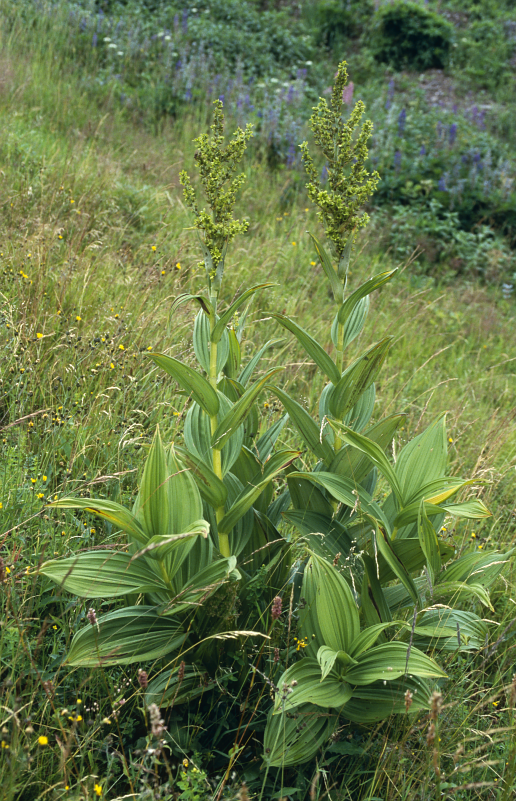
Aspecte general Veladre